# DSO Mikroregion Chelčicko-Lhenický, svazek obcí
DSO Mikroregion Chelčicko-Lhenický, svazek obcí je dobrovolný svazek obcí v okresu Prachatice a okresu Strakonice, jeho sídlem jsou Vodňany a jeho cílem jsou úkoly v oblasti školství, kultury, ochrany životního prostředí, cestovního ruchu, společná péče o památky a o rozvoj ovocnářství, sadovnictví, školkařství a zpracování ovoce. Zabezpečování čistoty obce, správy veřejné zeleně, příprava turistických tras mikroregionu a cyklostezek. Spolupráce při prezentaci mikroregionu na výstavních a obdobných akcích v tuzemsku a zahraničí, při vydávání propagačních a turistických materiálů a při organizaci ovocnářských výstav, festivalů, soutěží, slavností, setkání a jiných akcí. Provoz informačního systému v mikroregionu (svazku). Podpora zemědělského a nezem. podnikání, řešení problému nezaměstnanosti, podpora a spolupráce s výrobci, prodejci a zpracovateli ovoce a podnikateli v sadovnictví. Společný postup při přípravě a realizaci projektů pro fondy EU a získávání dotací. Prosazování společných zájmů a záměrů při jednání s orgány st. správy, podnikatelskými subjekty, neziskovými organizacemi, občanskými sdruženími, zahraniční spolupráce, správa a zmnožování společného majetku, předmětem činnosti jsou i aktivity, které se z objektivních důvodů netýkají všech členských obcí, pokud budou korespondovat se zájmy svazku. Svazek je oprávněn zakládat samostatně nebo s dalšími účastníky podnikatelské a nepodnikatelské subjekty podle platných právních norem. Sdružuje celkem 5 obcí a byl založen v roce 2003.

## Obce sdružené v mikroregionu
- Chelčice
- Mičovice
- Lhenice
- Truskovice
- Malovice
- Libějovice